# Globen Shopping

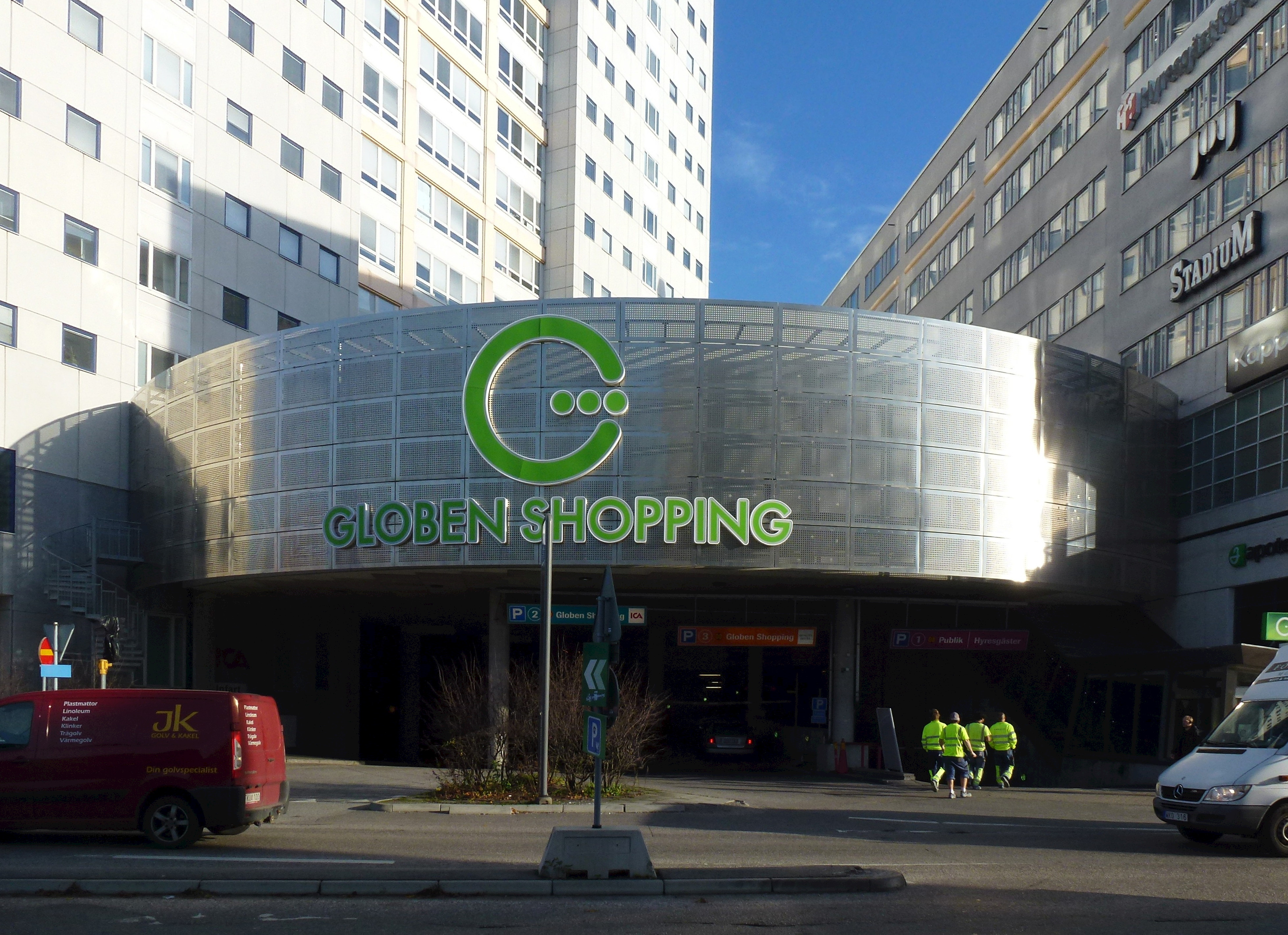
Globen Shopping från Arenavägen, 2014.

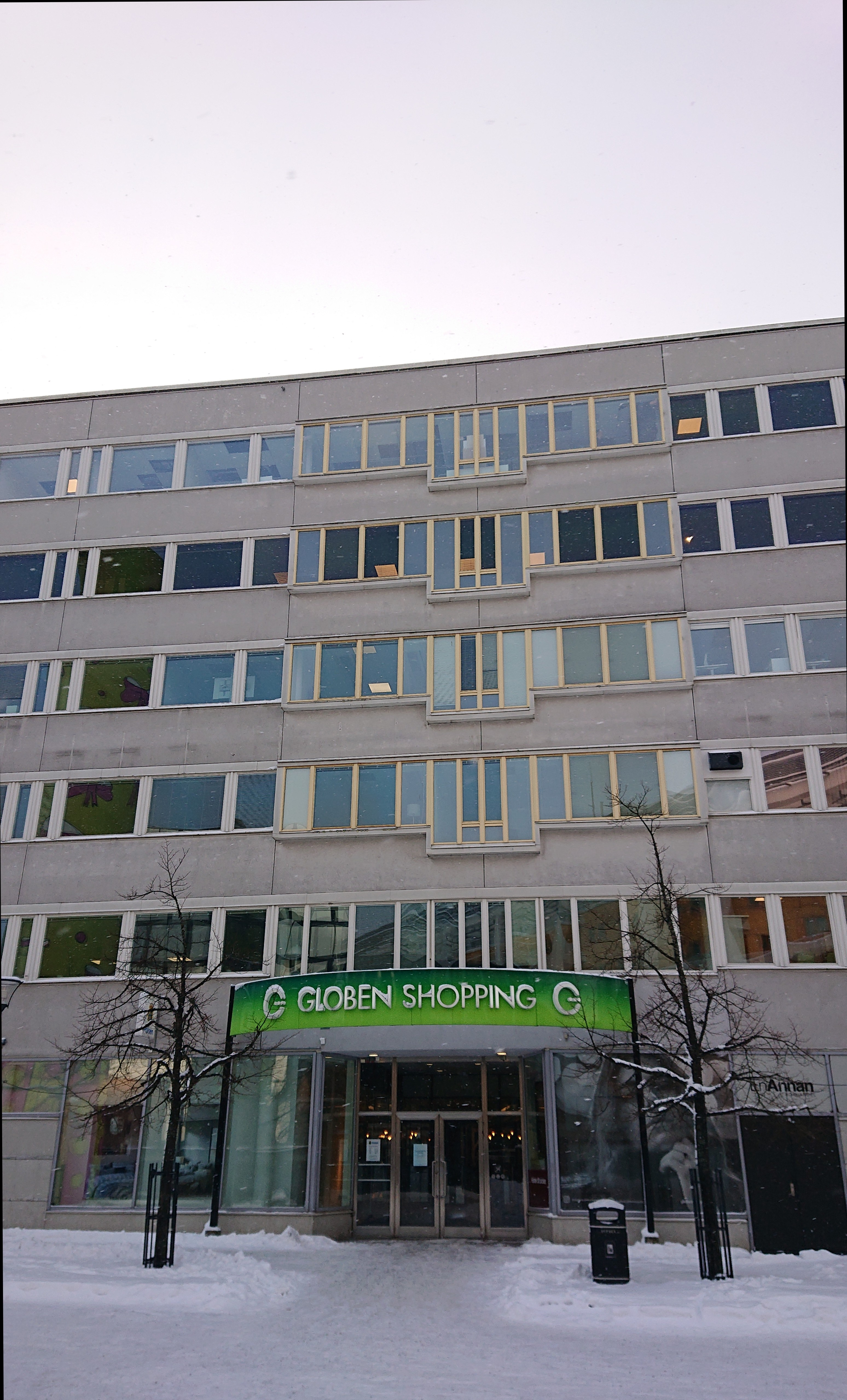
Entré till Globen Shopping, 2021.

Globen Shopping är ett köpcentrum som sträcker sig längs Arenavägen, intill Globen i stadsdelen Johanneshov i södra Stockholm. Globen Shopping öppnade 1989.

## Beskrivning
Anläggningen längs Arenavägen består av fyra höga huskroppar som är hoplänkade med lägre förbindelsebyggnader. Globen Shopping öppnade 1989 och innehåller en knappt 300 meter lång inomhus butiksgata och ett stort antal kontorslokaler. Bland annat hade Aftonbladet tidigare sin redaktion i anläggningen med huvudentré i gallerians sydligaste del. Idag finns cirka 60 butiker och ett tiotal restauranger och kaféer att tillgå. In- och utgångar ligger i nivå med Globentorget, samt i gatuplan mot Arenavägen och Tele2 Arena. Under anläggningen finns ett parkeringsgarage i tre plan. Arkitekt för byggnaden där bland annat Globen Shopping inryms var Berg Arkitektkontor AB, som även ritade Globen.

## Bilder

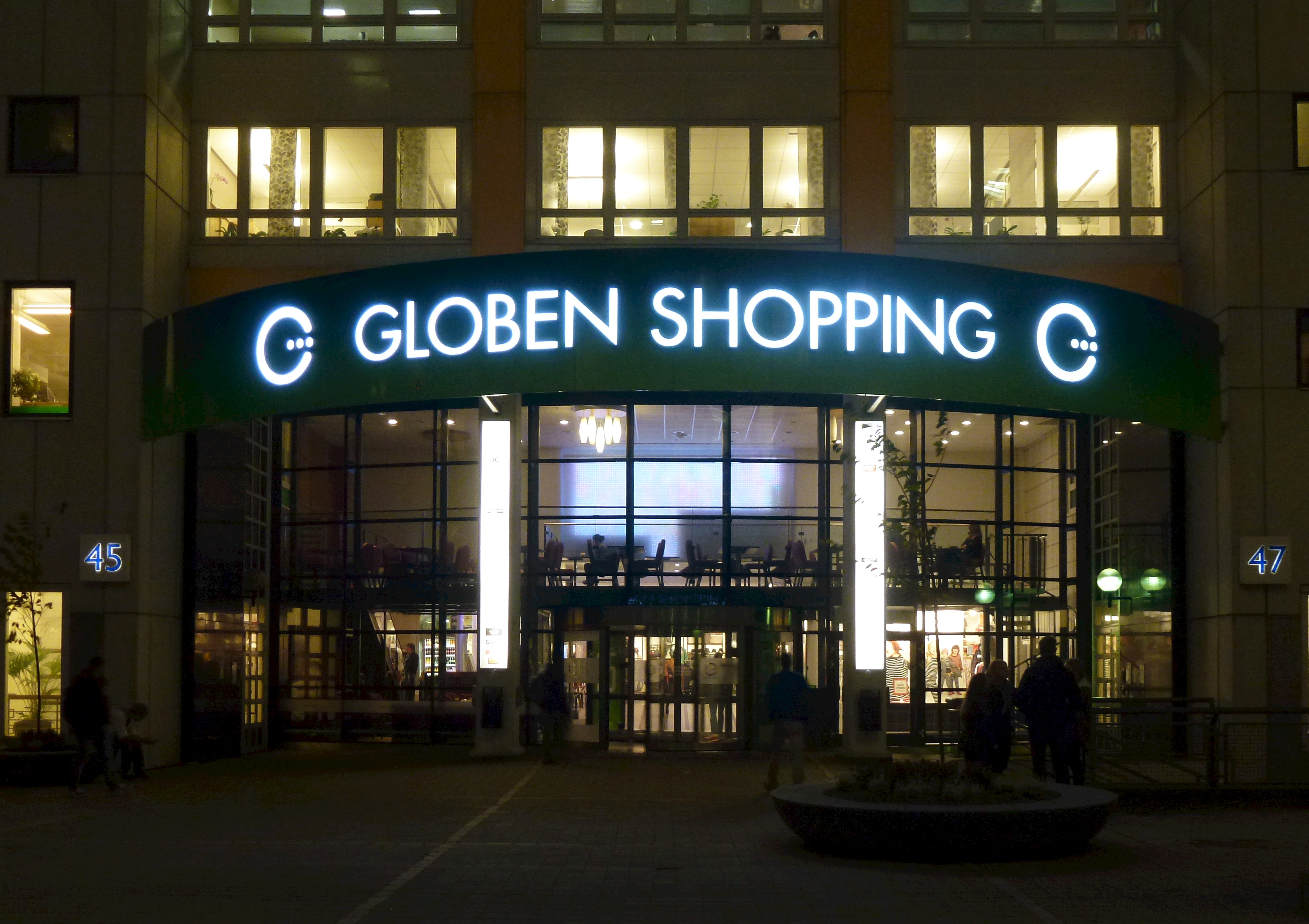
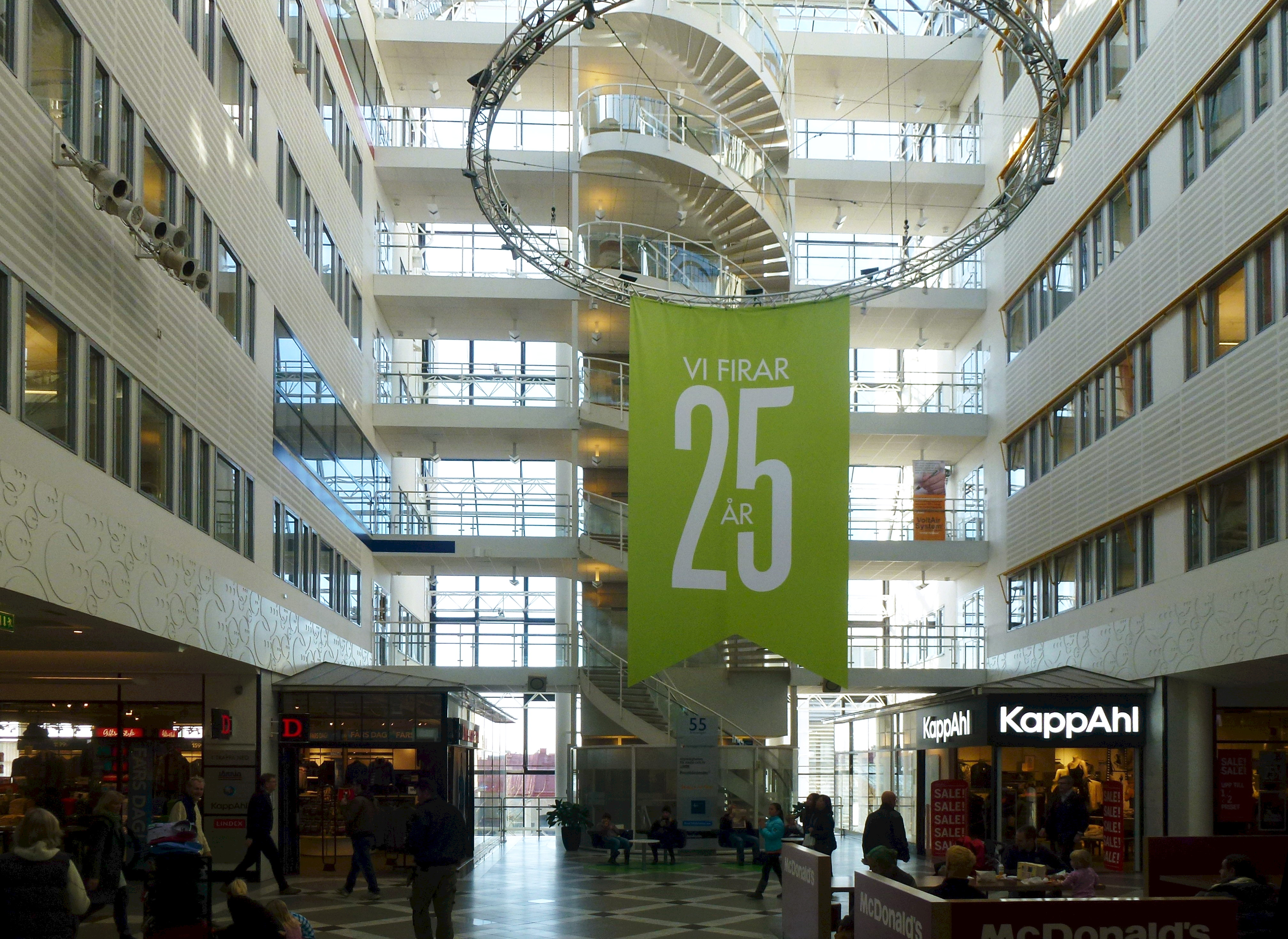
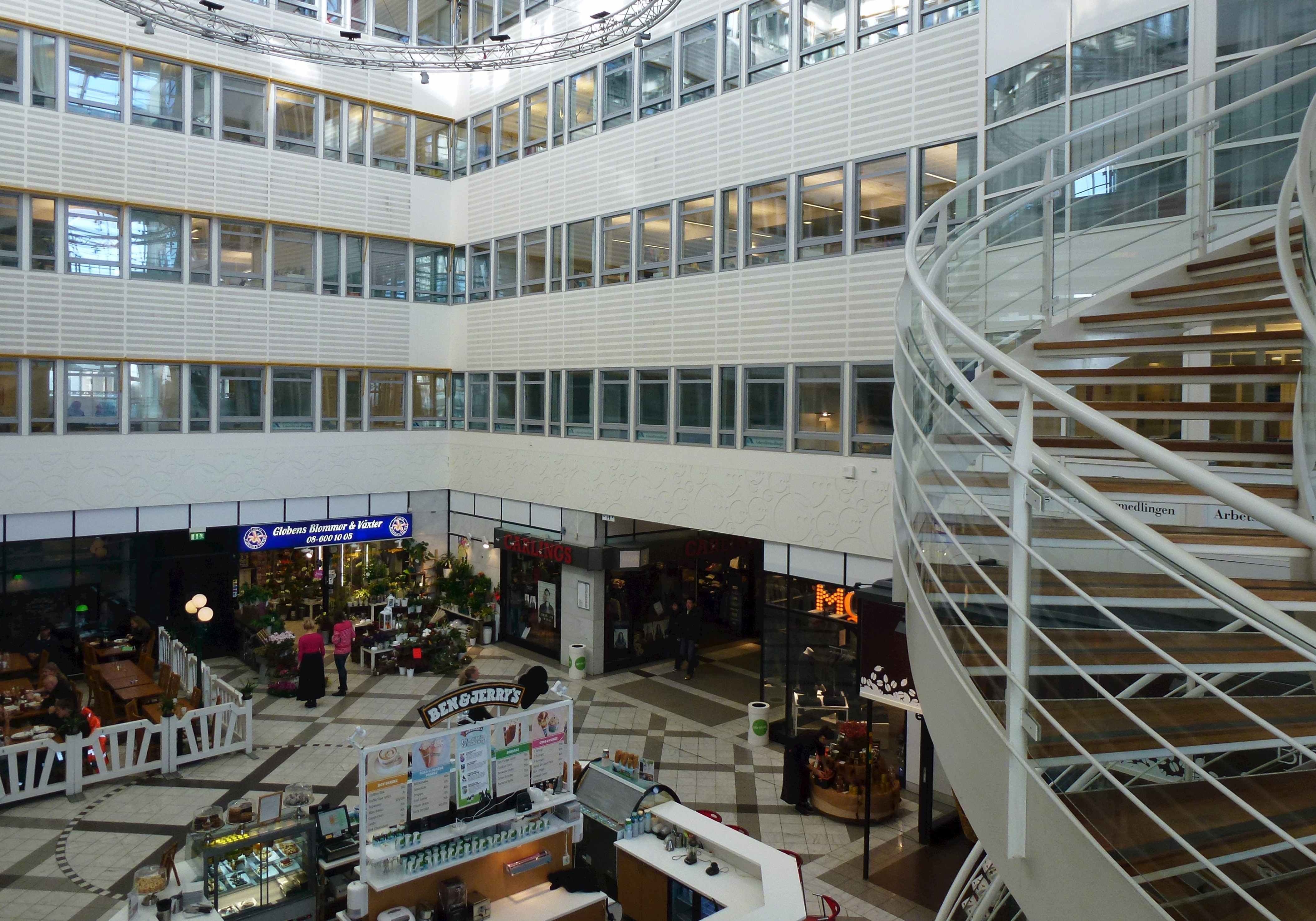
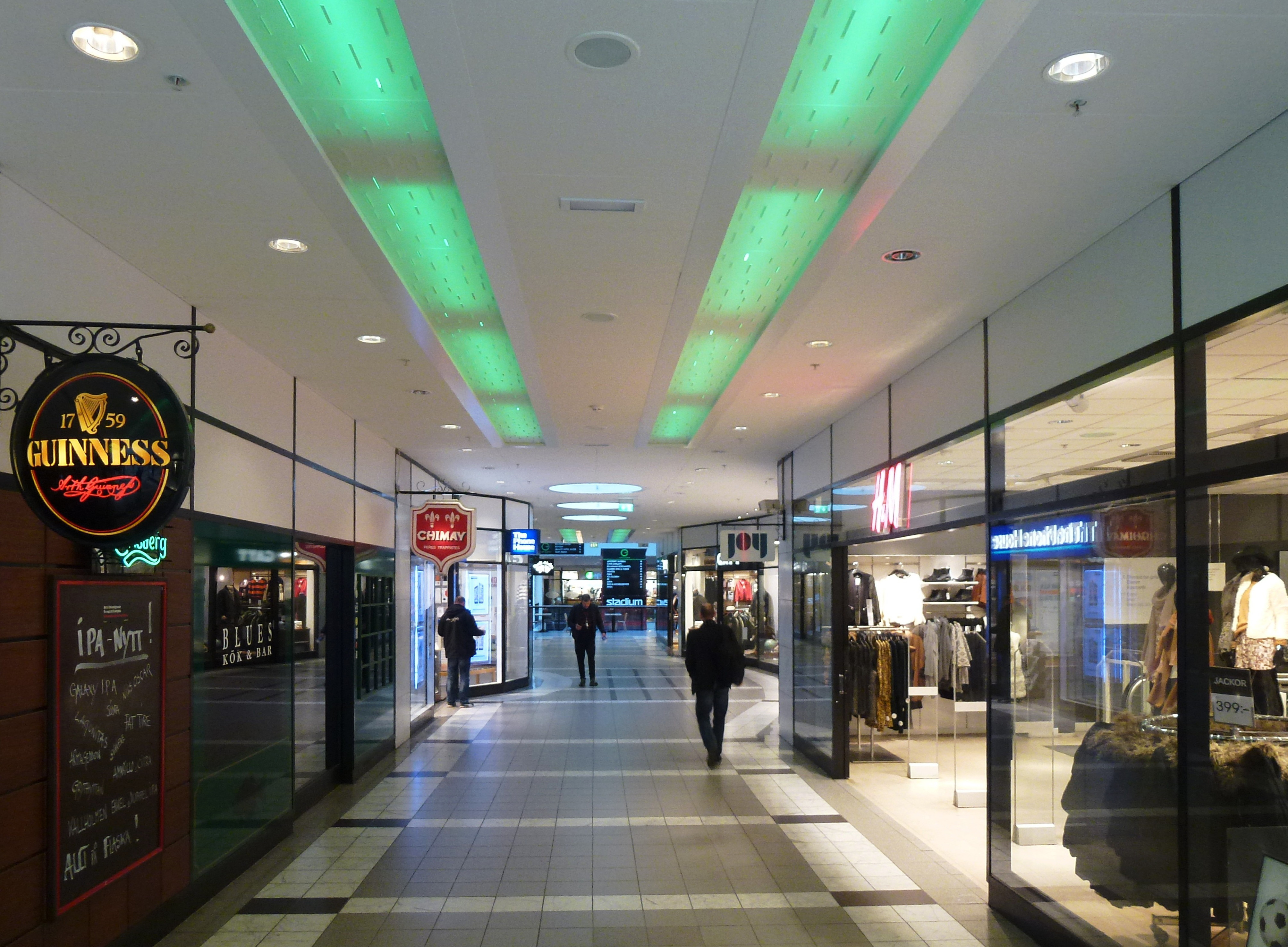
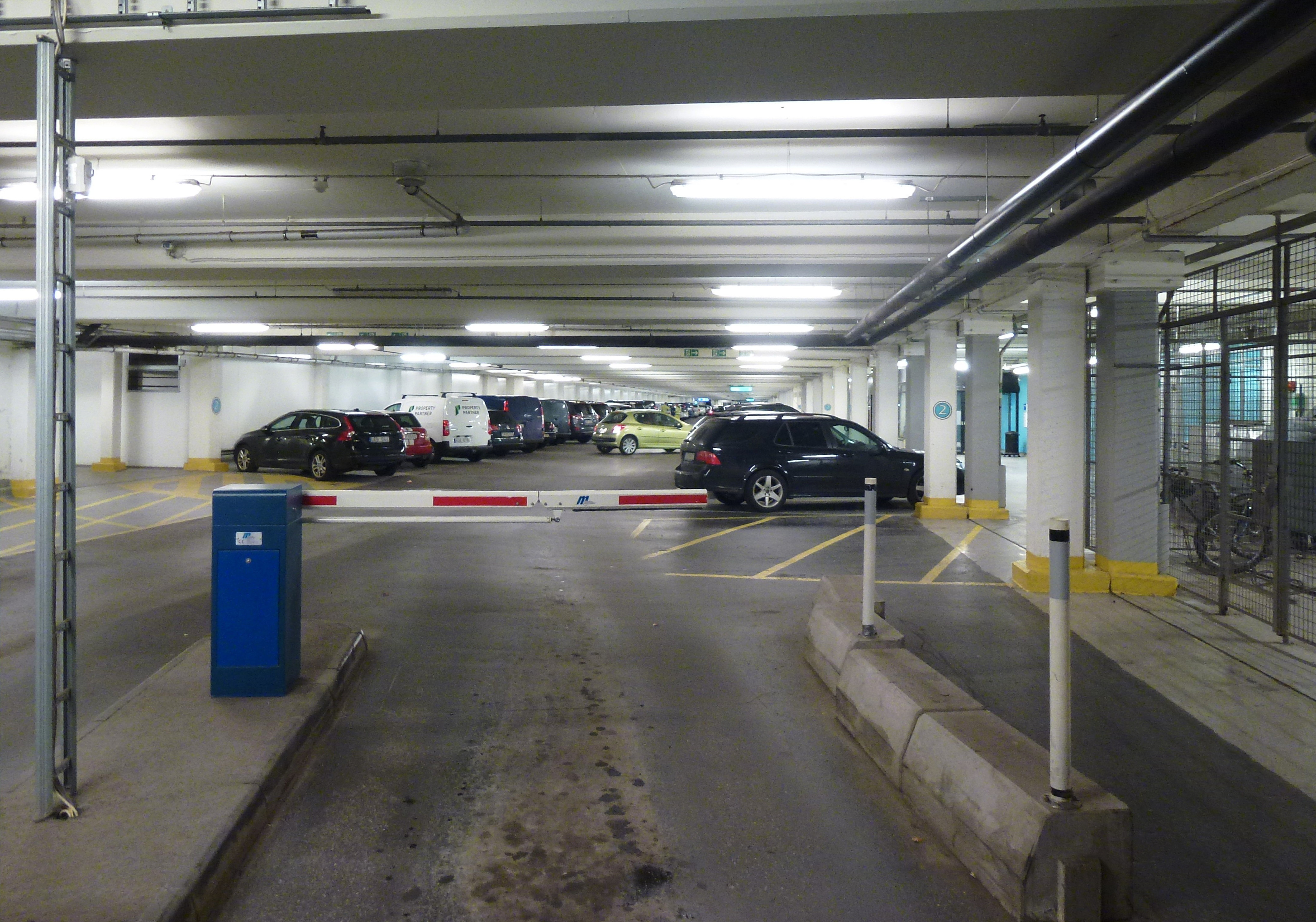